# Botánica especial
La botánica especial, se refiere a los individuos en particular y a las entidades que componen como tales. 
Se subdivide en: 
- Botánica Sistemática, que estudia las relaciones filogenéticas que existen entre las distintas entidades botánicas.
- Geobótanica, que estudia la distribución de los vegetales en el mundo y las relaciones entre las plantas y el entorno geológico.
- Ecología vegetal, que estudia el medio ambiente de las plantas.
- Teratología vegetal, que estudia las malformaciones que pueden sufrir las plantas.